# 康納·麥大衛
康納·麥大衛（英語：Connor McDavid，1997年1月13日—）為加拿大職業冰球運動員，目前效力於NHL愛德蒙頓油人司職中鋒，身兼該隊的隊長。

## 國際比賽
麥大衛首次參加國際冰球總會賽事，是以加拿大U18國家隊成員身分參加於俄羅斯索契舉行的2013年世界U18冰球錦標賽。他為國家隊裡最年輕的球員，4月18日對上斯洛伐克的比賽成為他國際賽初登場，留下1分和2次助攻的紀錄。他在對上瑞典的賽事上演出帽子戲法，成為該場比賽表現最佳的加拿大選手。

## 外部連結
- 職業統計和球員消息來自 NHL.com，或 Eliteprospects.com，或 Hockey-Reference.com，或 The Internet Hockey Database